# Hendrik Vanden Abeele
Hendrik Vanden Abeele (Brugge, 21 januari 1966) is een Belgisch musicus. Hij is vooral bekend als stichter en artistiek leider van het vocaal ensemble Psallentes.
Vanden Abeele is pianist, zanger, voordrachthouder en onderzoeker. Hij was docent en gastdocent aan verschillende Vlaamse en Nederlandse conservatoria (Leuven, Rotterdam, Den Haag) en was van 2007 tot 2009 ook staflid van het Orpheusinstituut te Gent. Van 2000 tot 2005 was hij vaste bariton bij het Vlaams Radio Koor. Sinds 2007 is hij ook vaste docent Oude Muziek bij Amarant. Hij werkt als post-doctoraal onderzoeker en staflid aan de Alamire Foundation (KU Leuven).
Hendrik Vanden Abeele stichtte in 2000 de gregoriaanse groep Psallentes. Deze kleine groep gaat met professionele stemmen op zoek naar het gregoriaans uit de late middeleeuwen en de renaissance. Met eigen en andere ensembles realiseerde Vanden Abeele een vijftigtal cd’s, en hij ondernam concertreizen in Europa, Noord-Amerika, Nieuw-Zeeland, Zuid-Korea, China en Japan. De verschillende cd’s van Psallentes kregen veel lof, met vijf sterren van het tijdschrift Goldberg, tweemaal een Diaposon d’Or, een ‘répertoire 10’ en een ‘Prix Choc’ van le Monde de la Musique, en de Cecilia-prijs van de Belgische muziekkritiek. In 2012 startte het ensemble een reeks opnames bij het jonge label Le Bricoleur, met verdeling door Harmonia Mundi.
Hendrik Vanden Abeele is doctor in de kunsten aan de Universiteit Leiden. Hij promoveerde op (de zoektocht naar een hedendaagse relatie met) uitvoeringspraktijk van het laatmiddeleeuws gregoriaans. Hendrik Vanden Abeeles onderzoek aan de Universiteit Leiden behandelt de netelige en controversiële kwesties van ritme en geheugen als belangrijke vereiste voor een goed liturgisch zanger, en van de stem als onderzoeksinstrument.
Hendrik is getrouwd met een celliste, had een zoon, en heeft drie dochters.